# Шегини
Шегини (укр. Шегині) — село в Яворовском районе Львовской области Украины. Административный центр Шегининской сельской общины.
Расположено в 14 км от Мостиска и в 8 км от железнодорожной станции Мостиска-2. Через село проходит автотрасса Львов — Пшемысль.
Шегини находится на границе Польши и Украины. Вблизи села расположен международный автомобильный и пешеходный пункт пропуска через государственную границу с Польшей: Шегини — Медыка (Подкарпатское воеводство).
Впервые упоминается в 1402 году.